# Perfectly Defect
Perfectly Defect es el octavo álbum de estudio de Mortiis, lanzado en el año 2010.
Este álbum, de 8 temas, fue editado por el sello Omnipresence en formato digital y en CD-R.
Existe también una versión extendida de 11 temas.

## Lista de canciones
1. Closer to the End
2. Perfectly Defect
3. The Sphere (bonus track versión extendida)
4. Sensation of Guilt
5. Sole Defeat
6. Thieving Bastards
7. The Punished (bonus track versión extendida)
8. Halo of Arms
9. Impossible to Believe
10. This Absolution
11. Contrition (bonus track versión extendida)